# 하동역
하동역(Hadong station, 河東驛)은 경상남도 하동군 하동읍 비파리에 위치한 경전선의 철도역이다. 경전선 광양~진주 구간 개통과 동시에 영업을 개시했으며, 진주~광양구간 복선비전철 개통과 동시에 현위치로 이전하였다. 2016년 현재 무궁화호 열차가 1일 8회 정차하며, 2013년 9월 27일부터 1일 4왕복의 남도해양열차가 정차하였으나 2013년 12월 운행구간 변경으로 1일 2왕복으로 감편되었다.
코레일 부산경남본부의 최서단 역이기도 하며, 역무실에서 한국철도 100주년 기념 스탬프를 날인할 수 있다. 구 역사의 경우 승강장 남측에 일렬로 벚나무 가로수가 식재되어 있어, 벚꽃이 개화하는 시기인 4월 초 경이 되면 많은 관광객이 사진 촬영이나 데이트 목적으로 이 역을 찾기도 하였다. 구 역사 앞에 경전선 전통(全通)기념비가 있으며, 이는 한국철도공사 선정 철도기념물로 지정되었다.

## 연혁
- 1967년 10월 5일 : 역사 신축 착공
- 1968년 2월 7일 : 보통역으로 영업개시[1]
- 1968년 2월 29일 : 역사 신축 준공
- 1973년 3월 26일 : 민수용 무연탄 도착취급역 지정[2]
- 2006년 5월 1일 : 소화물 취급 중지
- 2009년 10월 31일 : 화물취급 중지[3]
- 2013년 9월 27일 : 남도해양열차 정차 개시
- 2016년 7월 14일 : 경전선 진주~광양 구간 이설로 역사를 비파리 313-7에서 비파리 239(삼랑진 기점 127.4km)로 이전[4]

## 역 구조
2면 4선의 쌍섬식 승강장을 갖추고 있다.

### 승강장
| ↑횡천           |
| １２ \| ３４ \| |
| 진상↓           |

| 1 | 경전선 | 사용하지 않음                                                    |
| 2 | 경전선 | 진주 · 마산 · 창원중앙 · 부전 방면                               |
| 3 | 경전선 | 광양 · 순천 · 벌교 · 보성 · 서광주 · 광주송정 · 나주 · 목포 방면 |
| 4 | 경전선 | 사용하지 않음                                                    |

## 인접한 역
| 경전선         | 경전선          | 경전선             |
| -------------- | --------------- | ------------------ |
| 횡천 부전 방면 | 무궁화호 경전선 | 진상 목포 방면     |
| 북천 부산 방면 | 남도해양열차    | 순천 광주송정 방면 |

## 사진

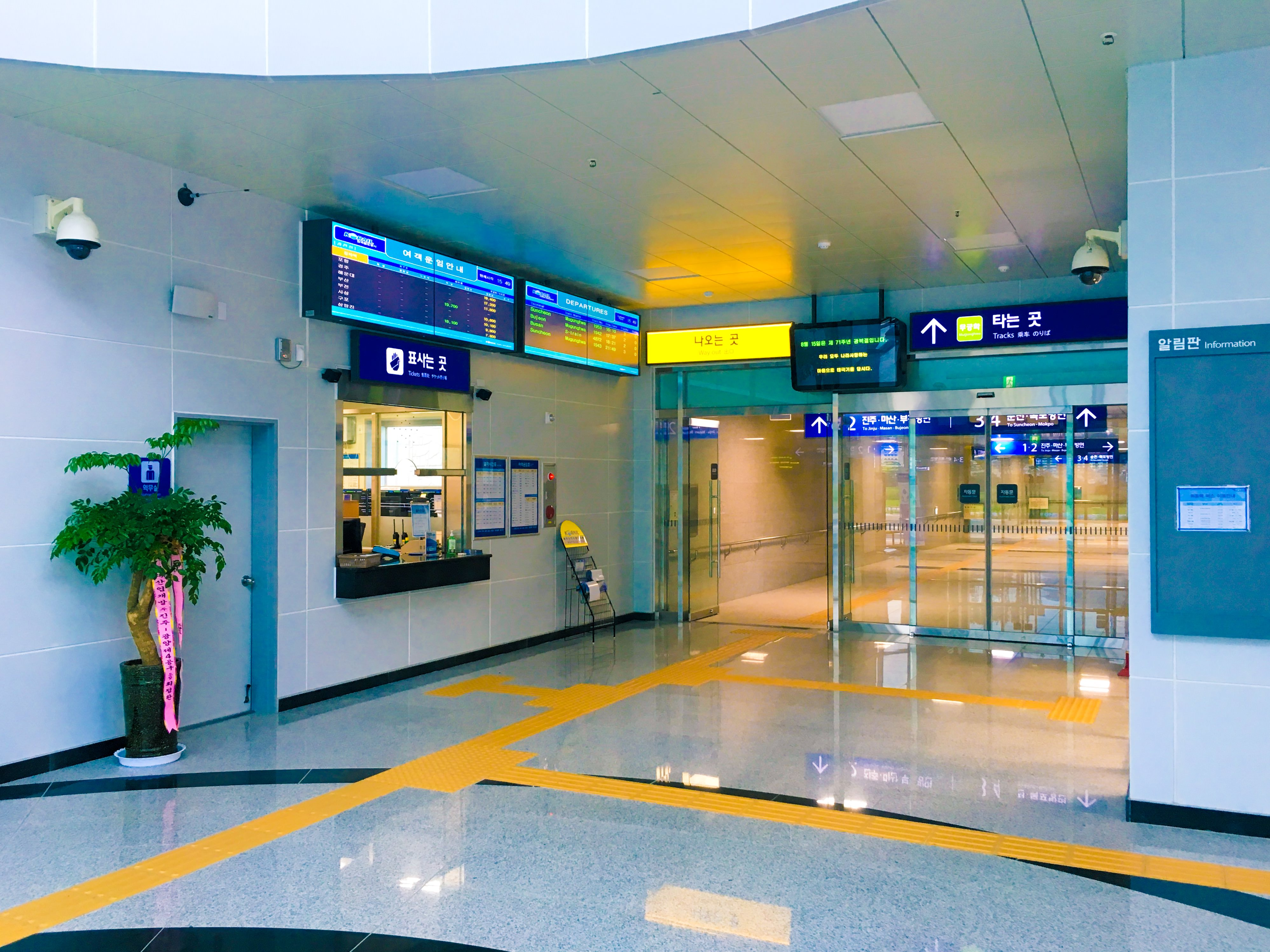
매표소
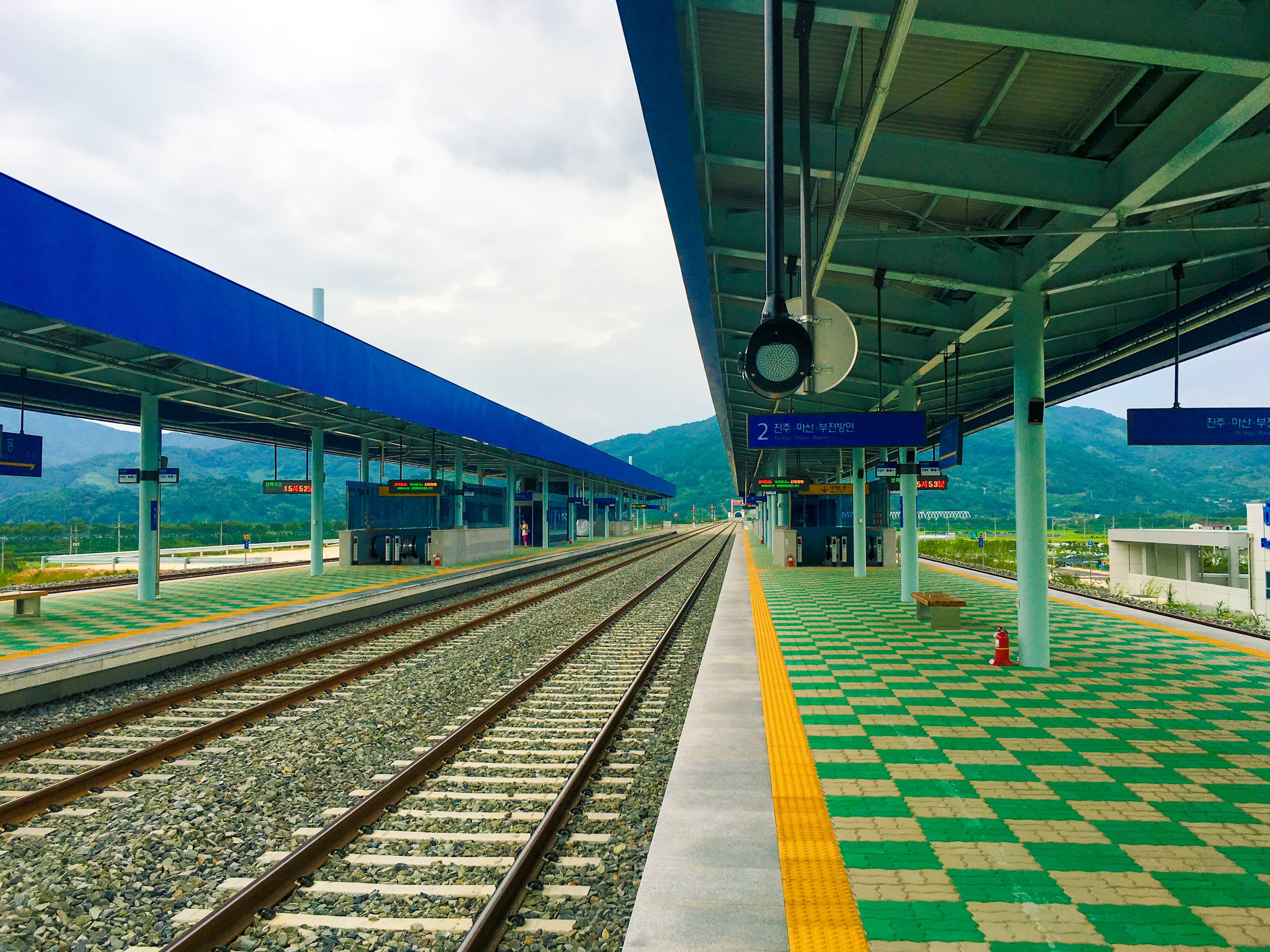
승강장
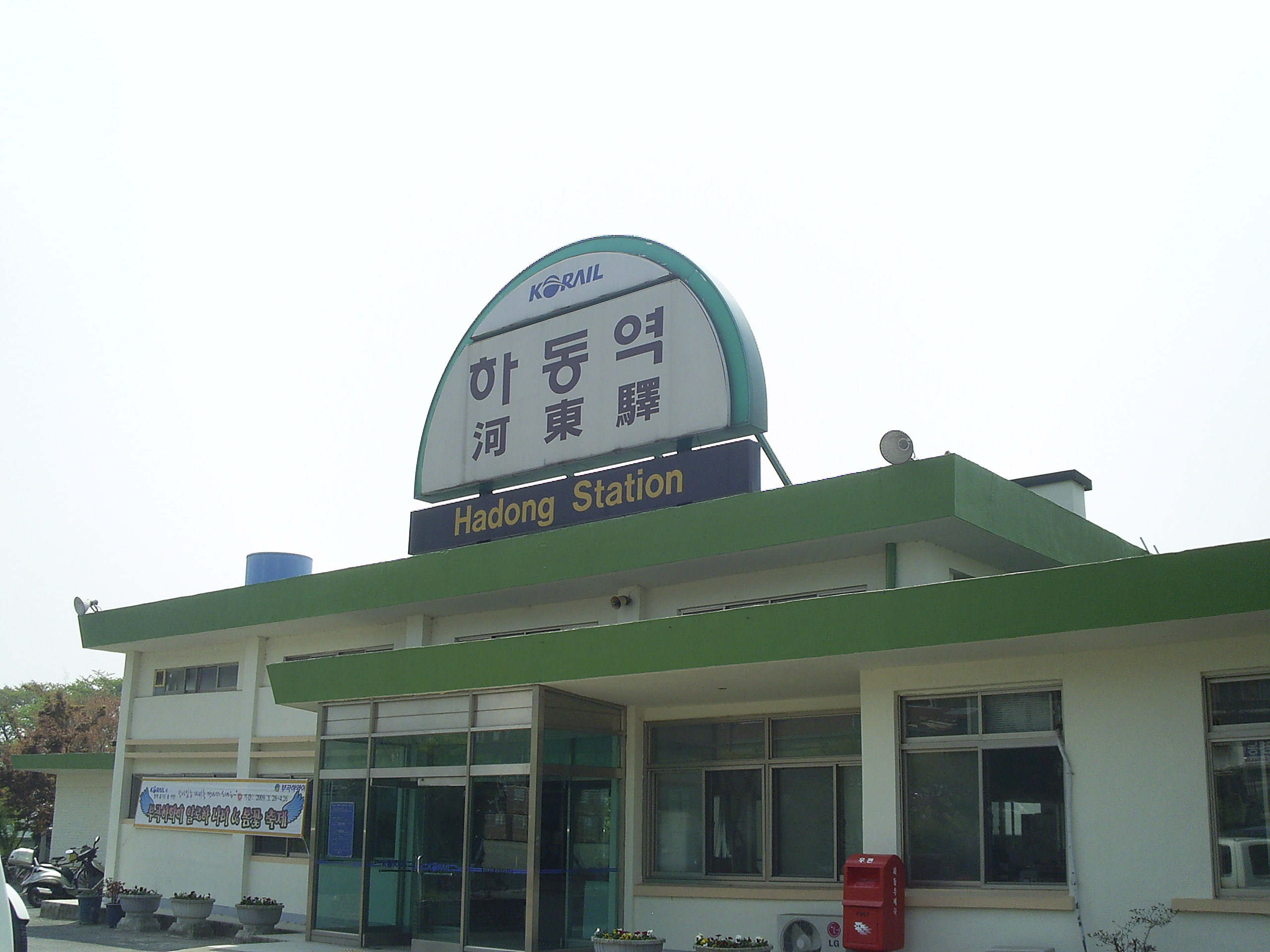
구 역사
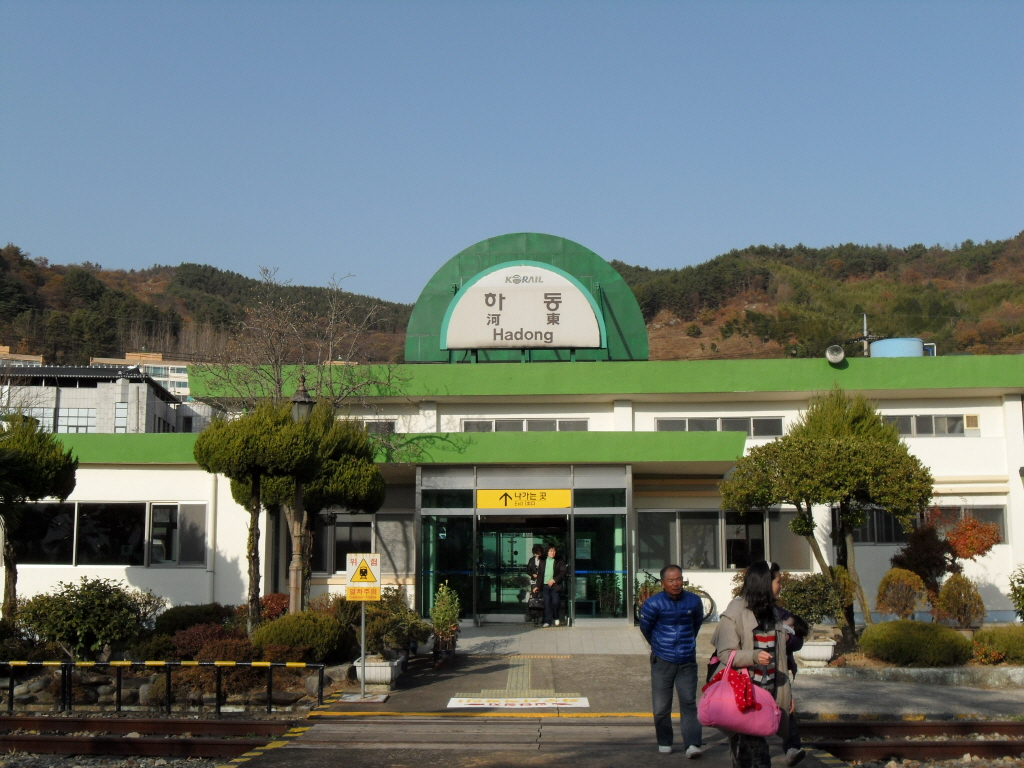
승강장에서 본 구역사
구역사 승강장
구역사 타는곳 입구
구역사 화물 승강장